# Kāne Milohai
Kāne Milohai (ou Kāne, Kāne-Hekili, Kāne Hoalani) est un dieu hawaïen. Il est le père de Kamohoaliʻi, Pélé (qu'il exila à Hawaï), Kapo, Nāmaka et Hiʻiaka, qu'il a eu avec Hauméa. Il créa le ciel, la terre et le paradis, et donna à Kumu-Honua, le premier homme, un jardin. En agriculture et dans les traditions agraires, Kāne personnifie le soleil.
Le mot Kāne seul signifie "homme". En tant que force créatrice, Kāne est considéré comme le père de tous les hommes. En tant que père de toute chose vivante, il est le symbole de la vie dans la nature.
Dans de nombreux chants et légendes anciennes d'Hawaï, Kāne est associé au dieu Kanaloa, et est considéré comme une des quatre grandes divinités hawaïennes avec Kanaloa, Kū, et Lono.